# Fürstentum Samos

Flagge des Fürstentums Samos

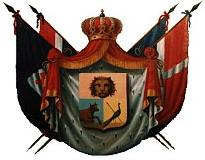
Wappen des Fürstentums Samos

Standarte des Fürsten

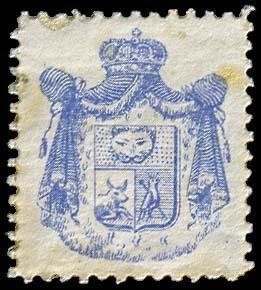
Briefmarke mit dem Wappen des Fürstentums

Das Fürstentum Samos (griechisch ῾Ηγεμονία Σάμου, türkisch Sisam İmâreti) war im 19. und im beginnenden 20. Jahrhundert für ein knappes Jahrhundert ein autonomer Bezirk im Osmanischen Reich, der aus der Insel Samos (türkisch Susam, in osmanischer Schreibweise Sisām) bestand. Die Hauptstadt des Fürstentums war Vathy, heute Samos genannt. Die Insel war in vier Distrikte mit den Hauptorten Vathy, Chora, Karlovasi und Marathokambos geteilt, die noch heute weitestgehend der Verwaltungsgliederung von Samos zugrunde liegen.

## Geschichte
Die griechische Bevölkerung der Insel genoss bereits vor dem griechischen Unabhängigkeitskrieg (1821–1829) unter osmanischer Herrschaft gewisse Privilegien, die auf Sultan Süleyman I. zurückgingen, der die Insel in den 1560er Jahren dem späteren Kapudan Pascha Kılıç Ali Pascha übertrug. Während des ausgehenden Mittelalters war die Insel in den turbulenten Auseinandersetzungen zwischen Lateinischen Herrschern und Kreuzrittern, den italienischen Seerepubliken Venedig und Genua, den Byzantinern, türkischen Ghazis und den Osmanen entvölkert worden. In den nach der Etablierung der osmanischen Herrschaft im 16. Jahrhundert friedlicher gewordenen Jahren strebten die Osmanen, die Insel mit neuen griechischen Siedlern aus benachbarten Inseln wieder zu bevölkern. So war Muslimen die Niederlassung auf der Insel verboten, die Samioten hatten ihr eigenes Recht und genossen in Istanbul Zollfreiheit für ihre Waren. Die Regelung der internen Angelegenheiten und die Erhebung der Steuern für den Sultan übernahm ein griechischer Präfekt, dem vier von den Notabeln (Kotzabasiden) der Insel gewählte Berater zur Seite standen. Diese Freiheiten, wiewohl wiederholt in der Folgezeit immer wieder formal bestätigt, wurden in der Folgezeit eingeschränkt, sodass schließlich zu Beginn des 19. Jahrhunderts ein osmanischer Gouverneur und ein Kadi auf der Insel amtierten, die Bewohner aber ihre inneren Angelegenheiten weiter weitgehend selbst regeln konnten. Auch verfügte die Insel über eine Handelsmarine, mit der sie sich unter Lykurgos Logothetis am griechischen Unabhängigkeitskrieg beteiligte. Anders als die Nachbarinseln Chios und Psara konnte sich Samos, auch mit Hilfe der Flotte der aufständischen Griechen, gegen Vergeltungsmaßnahmen der Osmanen effektiv zur Wehr setzen.
Nach dem Ende des Krieges sollte Samos aber außerhalb der Grenzen des neuen unabhängigen Königreichs Griechenland liegen, wie es in den Londoner Protokollen 1829–1832 konstituiert wurde. Weil die Samioten aber nicht unter osmanische Herrschaft zurückkehren wollten, wurden sie durch eine militärische Intervention unter Mithilfe der drei europäischen Großmächte Großbritannien, Frankreich und Russland gezwungen, die osmanische Herrschaft zu akzeptieren. Weil sich die Samioten aber dem Schutz der drei Mächte unterstellt hatten, wurde für die Insel ein Autonomiestatut vorgesehen. Gemäß den damaligen politischen Vorstellungen und Gegebenheiten wurde diese Autonomie als tributpflichtiges Fürstentum unter der Oberhoheit des Sultans ausgestaltet. Der Fürst von Samos sollte ein orthodoxer Christ sein, der vom Sultan ernannt wurde. Ihm zur Seite stand eine gewählte Versammlung, in der er den Vorsitz führen und die die Verwaltung der Insel führen sollte. Auf der Insel lebten bereits zu dieser Zeit nur Griechen.
Der Fürst von Samos wurde im griechischen Sprachgebrauch Hegemon (῾Ηγεμὼν), im europäischen Prince und im osmanischen Sprachgebrauch Wālī (Gouverneur) genannt. Erster Fürst wurde 1834 ein Phanariot bulgarischer Herkunft, Stefanos Vogoridis (Στέφανος Βογορίδης), ein Vertrauter der Sultane Mahmud II. und Abdülmecid I. Vogoridis behandelte Samos nahezu wie sein Privateigentum und besuchte die Insel während seiner annähernd 20-jährigen Regierungszeit ein einziges Mal und regierte im Übrigen durch Stellvertreter (Kaymakam), während seiner Regierungszeit insgesamt aufeinander folgend elf an der Zahl, darunter Gawril Krastewitsch. Die Unzufriedenheit mit der dadurch entstandenen Misswirtschaft und Korruption führte 1849 zu einer Revolte der Samioten gegen die Herrschaft von Vogoridis, die wiederum zu einer türkischen Militärintervention auf der Insel und 1850 zur Abberufung von Vogoridis als Fürst führte. Die osmanische Intervention führte zu einer Reform und Präzisierung der internen Verfassung der Insel und zu einer dauernden Stationierung einer osmanischen Garnison von 150 Mann.

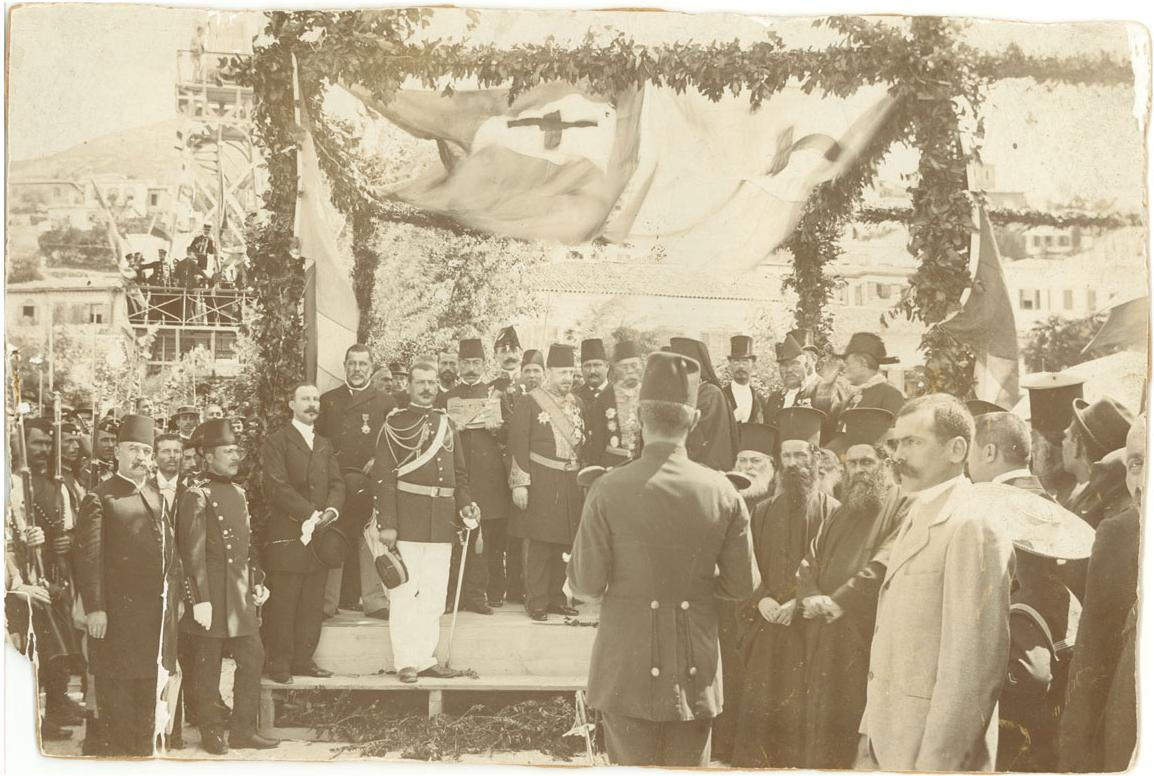
Vereidigung des Fürsten Stephanos Mousouros

Die weiteren, oft nur kurzzeitig regierenden Fürsten wurden aus dem Kreis der Phanarioten Istanbuls ausgewählt und ernannt. Es handelt sich um folgende Personen:
- Alexandros Kallimachis (Αλέξανδρος Καλλιμάχης) (1850–1854)
- Ioannis Gikas (Ιωάννης Γκίκας) (1854–1858)
- Miltiadis Aristarchis (Μιλτιάδης Αριστάρχης) (1859–1866)
- Pavlos Mousouros (Παύλος Μουσούρος) (1867–1873)
- Konstantinos Adosidis (Κωνσταντίνος Αδοσίδης)(1873–1874), (erste Amtszeit)
- Konstantinos Photiadis (Κωνσταντίνος Φωτιάδης) (1874–1879)
- Konstantinos Adosidis (1879–1885), (zweite Amtszeit)
- Alexandros Karatheodoris (Αλέξανδρος Καραθεοδωρής) (1885–1893)
- Georgios Berovitz (Γεώργιος Βέροβιτς) (1894–1895)
- Stephanos Mousouros (Στέφανος Μουσούρος) (1896–1897)
- Konstantinos Vaianis (Κωνσταντίνος Βάγιαννης) (1898–1900)
- Michail Grigoriadis (Μιχαήλ Γρηγοριαδής) (1900–1902)
- Alexandros Mavrogenis (Αλέξανδρος Μαυρογένης) (1902–1904)
- Ioannis Vithynos (Ιωάννης Βιθυνός) (1904–1906)
- Konstantinos Karatheodoris (Κωνσταντίνος Καραθεοδωρής) (1906-Juli 1907)
- Georgios Ph. Georgiadis (Γεωργίος Φιλιπ. Γεωργιάδης) (Juli–Dezember 1907)
- Andreas Kopasis (Ανδρέας Κοπάσης) (1908–1912)
- Gregorios Vegleris (Γρηγόριος Βεγλερής) (März–September 1912)

Die Insel kam aber weiterhin nicht zur Ruhe. Der Grund lag einerseits darin, dass der Kompromiss von 1832 nicht zu einem befriedigenden Ausgleich der unterschiedlichen Standpunkte der Samioten und der osmanischen Regierung geführt hatte, andererseits in dem erbitterten Kampf der samiotischen Parteien gegeneinander. Bezeichnend ist die folgende Bestimmung des Fermans von 1850 über Wahlen: „Die Wahl der Mitglieder der Versammlung soll nicht mit Geräusch und Geschrei gehandhabt werden.“ Die Fürsten versuchten, auf Samos eine Rolle als konstitutionelle Monarchen auszufüllen, waren aber weder durch Erbrecht oder Wahlrecht legitimiert, sondern von der Ernennung durch den Sultan abhängig. Sie waren ungeachtet ihrer Zugehörigkeit zur orthodoxen Konfession landfremd und osmanische Untertanen und verstanden sich meist auch als Sachwalter der osmanischen Regierung. Andererseits waren sie zunehmend in ihrer Amtsführung von den Mehrheitsverhältnissen in der Versammlung abhängig. Bei der Versammlung und der Bevölkerung hingegen flammte immer wieder die Befürwortung einer Vereinigung mit Griechenland auf. Es kam zu weiteren Revolten, bei denen die Fürsten auch osmanisches Militär zu Hilfe riefen.
Dessen ungeachtet förderten die Fürsten durch verschiedene Maßnahmen die Entwicklung der Insel. Ioannis Gikas bekämpfte das Räuber- und Piratenunwesen auf der Insel und gründete eine höhere Lehranstalt, das Pythagorion. Das Straßennetz der Insel wurde ausgebaut und die Hauptstadt der Insel bekam durch diverse Baumaßnahmen ein europäisches Gesicht.
Als die osmanische Regierung dem Willen der samischen Versammlung nachkam, den Fürsten Photiadis durch seinen Vorgänger Adosidis zu ersetzen, führte dies letztlich dazu, dass die Fürsten in rascher Folge wechselten.
Fürst Alexandros Karatheodoris ließ die Einflussnahme der Versammlung auf die Vergabe von Beamtenposten zu, so dass in der Folge der öffentliche Dienst zur Pfründe verdienter Parteigänger wurde. Maßnahmen gegen die Reblaus, die die samische Weinproduktion bedrohte, führten zur zunehmenden Unpopularität seiner Regierung, zu Unruhen und schließlich seiner Resignation.
Der vorletzte Fürst Kopasis vertrieb mit massivem osmanischen Militäreinsatz, bei dem es zum Beschuss der samischen Hauptstadt durch die osmanische Marine kam, die samische Opposition unter Themistoklis Sofoulis ins Exil nach Griechenland. Diese ließ ihn dann durch einen gedungenen Attentäter ermorden.
Wirtschaftlich erlebte Samos im 19. Jahrhundert eine Blüte, die auf der Verkehrslage an einer belebten Schifffahrtsroute und dem Export von Olivenöl und Wein beruhte. Der Befall der Weinkulturen durch die Reblaus im späten 19. Jahrhundert führte zum verstärkten Anbau von Tabak als Ersatzkultur. Zur Zeit des Fürstentums stand weiter im Raum Karlovasi das Gerbereigewerbe in Blüte, das dann im Gefolge der Weltwirtschaftskrise, des Zweiten Weltkriegs und unter der dann folgenden italienischen Besatzung bis auf geringe Reste verschwand. Die wirtschaftliche Lage führte zu einem Bevölkerungswachstum, das wiederum zur Folge hatte, dass viele Samioten auf dem gegenüber liegenden anatolischen Festland Grund erwarben und sich dort niederließen.
Nachdem 1912 im ersten Balkankrieg der letzte Fürst aus seinem Amtssitz vertrieben und zur Resignation gezwungen worden war und die Versammlung der Insel die Vereinigung mit Griechenland ausgerufen hatte, fiel Samos im Londoner Vertrag von 1913 an Griechenland. Bis zum Jahre 1914 wurde die Insel noch von der einer provisorischen Regierung verwaltet, die sich nach dem Sturz des letzten Fürsten gebildet hatte, dann wurde Samos auch verwaltungsmäßig in das Königreich Griechenland eingegliedert. In der Folge, besonders nach dem Türkischen Befreiungskrieg und dem Bevölkerungsaustausch zwischen Griechenland und der Türkei mussten die samischen Kolonisten das anatolische Festland verlassen.

## Verfassung und politisches System
Die Verfassung des Fürstentums Samos beruhte auf einem Ferman des Sultans Mahmud II., der in einer in französischer Sprache verfassten und auf den 17. Recep 1248/10. Dezember 1832 datierten Schreiben an die Botschafter Großbritanniens, Frankreichs und Russlands übersandt wurde. Er betont in der Präambel die Zugehörigkeit der Insel zum osmanischen Reich, regelt in acht Artikeln die zukünftige Organisation der Insel mit einem Fürst von Samos genannten „Chef“ und einer „der Sitte entsprechend“ aus gewählten Notabeln (Kotzabasiden) gebildeten Versammlung (im französischen Text des Fermans „Conseil“, im politischen Leben der Insel auf Griechisch „Γενικὴ Συνέλευσις“ genannt). Diesem Gremium wurde pauschal die Verwaltung der Insel („l'administration génerale de l'île“) übertragen, dazu dem Fürsten einige spezifische hoheitliche Befugnisse. Während der Text keinerlei Ausführungen zur Wahl, Gesetzgebung und Rechtsprechung, überhaupt zur Gewaltenteilung enthält und anstelle von Grundrechten nur die Verkündung einer Amnestie enthält, werden als Aufgaben der künftigen Verwaltung Fragen des Kultus, des Handels und der Kirchenbaulast genannt.
Ergänzungen folgten in einem weiteren Ferman von 1835 über die Flagge des Fürstentums und die zollamtliche Behandlung der samischen Schiffe in Istanbul. Dort war auch die zollamtliche Gleichstellung der Samioten mit den übrigen „europäischen“ (christlichen) Untertanen des Sultans verfügt.
Außerhalb dieser Fermane war die fiskalische Ausstattung des Fürstentums dadurch geregelt, dass der Fürst Steuerpächter der Insel wurde.
Eine tiefgreifende Reform brachte nach den Unruhen, die zur Abberufung des Fürsten Vogoridis führten, im Jahre 1850 ein als Erläuterungsschreiben deklarierter weiterer Ferman, der jeweils neu redigiert in den Jahren 1852 und 1861 erneut veröffentlicht wurde. Er enthält Vorschriften über die Wahl zur Versammlung, deren Amtszeit und Sitzungsperiode, das aktive und passive Wahlrecht, die Stellung und die Befugnisse des Fürsten, die Polizei, die Finanzverwaltung und das Gerichtswesen und ist im Text deutlich länger als der ursprüngliche Ferman aus dem Jahr 1832.
Der Fürst erhielt ausdrücklich einige neue Befugnisse auf sicherheitsrechtlichem Gebiet, darunter die Befehlsgewalt über die neu eingerichtete Gendarmerie, sowie ausdrücklich das Recht zur Ernennung der Beamten. Die Beziehungen zur Versammlung, bislang lediglich pauschal dahin bezeichnet, dass der Fürst den Vorsitz („présidence“) der Versammlung führte, wurden dahin formalisiert, dass er für die jährliche Einberufung der Versammlung verantwortlich war und die einmonatige Sitzungsperiode zu eröffnen und zu schließen hatte. Für die Sitzungen selbst wählte die Versammlung einen eigenen Vorsitzenden.
Die Abgeordneten („Πληρεξούσιοι“) wurden auf drei Jahre in indirekter Wahl über Wahlmänner von den Grundbesitzern, Handeltreibenden und Schiffseignern gewählt, je zwei Abgeordnete aus den städtischen Gemeinden und je einer aus den übrigen Gemeinden, neben denen kraft seines Amtes der Metropolit von Samos stimmberechtigt Platz nahm. Ausdrücklich erhielt die Versammlung die Kontrolle der Finanzen des Fürstentums und die Landesentwicklung übertragen.
Als weiteres Organ wurde ein vierköpfiger Senat („Βουλὴ“) erwähnt, der aber bereits vor diesem Ferman bestanden hatte und auch als bestehend bereits vorausgesetzt wird. Bereits die Präfekten von Samos aus der Zeit vor dem Unabhängigkeitskrieg waren von einem Kreis von vier Beratern umgeben, die aus den Bezirken der Insel berufen wurden. Nunmehr wurden die „Βουλευταὶ“ genannten Mitglieder vom Fürsten aus einer Vorschlagsliste von je zwei Kandidaten aus jedem der vier Distrikte der Insel, die die Versammlung aufgestellt hatte, auf die Dauer eines Jahres ernannt. Der Senat bekam die Aufsicht über das Finanzwesen, die Erhebung der Steuern und die Abführung des Tributs übertragen. Ernennung und Entlassung von Finanzbeamten war nur mit Zustimmung des Senats zulässig. Darüber hinaus übte er auch die Befugnisse der Versammlung in der sitzungsfreien Zeit aus.
Speziell wurde das Erfordernis einer Rechtsprechung behandelt und die Einsetzung eines Gerichts verfügt, bestehend aus einem Vorsitzenden, zwei Beisitzern, einem Schreiber und für Strafsachen einem Staatsanwalt, wobei letzterem ausdrücklich kein Stimmrecht bei Gerichtsbeschlüssen eingeräumt wurde. Persönliche richterliche Unabhängigkeit war für die Mitglieder des Gerichts ausdrücklich nicht vorgesehen. Die persönlichen Einkünfte des Fürsten wurden von den öffentlichen Einnahmen getrennt, indem das Steuerwesen der Aufsicht des Senats und der Kontrolle der Versammlung unterstellt wurde und der Fürst lediglich ein Gehalt erhalten sollte. Die Gesetzgebung wurde nur indirekt erwähnt, indem bestimmt war, dass das Gericht nach „den einheimischen Gesetzen“ zu entscheiden habe.
Als Ergebnis der Osmanischen Intervention kam es ab 1850 zur Stationierung türkischen Militärs auf Samos, die dem ausdrücklichen Text der Fermans von 1832 widersprach.
Alle diese Verfassungsurkunden sind im Wesentlichen Organisationsstatute, verbunden mit Aufgabenzuweisungen. Mit Aufbau und Inhalt moderner oder auch zeitgenössischer Verfassungen sind sie kaum zu vergleichen.
Die tatsächliche Verfassungs- und Verwaltungsstruktur der Insel wurde durch die samische Gesetzgebung und Gewohnheitsrecht abgeändert und ausgebaut. Im Jahre 1899 erfolgten durch die samische Gesetzgebung grundlegende Änderungen. Für die Versammlung wurde ein allgemeines, direktes und geheimes Wahlrecht eingeführt und eine Wahl der Mitglieder des Senats durch die Versammlung. Dem Fürsten verblieb die Aufgabe, die Gewählten zu ernennen. 1908 kam es zu einer Revision, indem die indirekte und von Einkommen und Vermögen abhängige Wahl der Abgeordneten wieder eingeführt wurde.

### Die Beziehung des Fürstentums zum Osmanischen Reich
Die Bindungen des Fürstentums an das Osmanische Reich und der Umfang der samischen Autonomie waren in den Fermanen nicht ausdrücklich geregelt, sondern ergaben sich aus den Befugnissen und Aufgaben, die den durch die Fermane begründeten Institutionen zugewiesen wurden. Bindungen des Fürstentums an das Osmanische Reich ergaben sich aus:
- der Ernennung des Fürsten durch den Sultan
- der Leistung des Tributs
- dem Verbot außenpolitischer Betätigung ohne Zustimmung des Sultans
- der Bindung der Organe des Fürstentums an die Verträge, die der Sultan mit auswärtigen Staaten geschlossen hatte
- der Stationierung einer türkischen Garnison auf Samos (entgegen dem Wortlaut des Fermans von 1832, nach dem keine militärische Präsenz auf Samos bestehen sollte)
- dem Treueeid der samischen Abgeordneten auf den Sultan
- der Zugehörigkeit von Samos zum osmanischen Währungsraum
- der Ernennung des Metropoliten von Samos durch den Patriarchen von Konstantinopel

Der jährliche Tribut, den das Fürstentum dem osmanischen Sultan zu leisten hatte, betrug ursprünglich 400.000 Piaster, wurde aber später in zwei Schritten auf die Hälfte ermäßigt. Dieser Tribut wurde im Text des Fermans von 1832 mit dem Wort „Haraç“ („ḫaraǧ“, im französischen Text: „Kharadj“) bezeichnet. Dieser Begriff bezeichnete die Abgaben, die die nichtmuslimischen Untertanen des osmanischen Reiches zu leisten hatten und die kollektiv von der örtlichen jeweiligen Religionsgemeinschaft erhoben wurden. Bezahlt wurden sie aus dem Steueraufkommen der Insel.
Nach der Auflösung des Eyâlets der ägäischen Inseln wurde Samos in den osmanischen Jahrbüchern (Salname) nicht mehr als Bestandteil von dessen Nachfolger, dem Vilâyet Cezâyir-i Bahr-i Sefîd geführt, sondern als Sisam İmâreti (Emirat Samos) und zu den Eyalât-ı Mümtâze gezählt, in denen die Souveränität des Sultans Beschränkungen unterworfen war.
Innerhalb des Osmanischen Reichs waren die Samioten den christlichen Untertanen des Sultans nach dem Ferman von 1835 gleichgestellt. Durch diesen Ferman war den samischen Schiffen gewährt worden, eine eigene rot-blaue Flagge mit einem weißen Kreuz zu führen. Der gleiche Ferman gestattete es den Samioten, an einem Ort der Insel eine Flagge „mit der blauen Farbe allein“ zu hissen.
Die Samioten galten weiterhin als Untertanen des Sultans.

### Die verfassungsmäßigen Organe des Fürstentums
Der Fürst von Samos musste nach den Bestimmungen des Fermans von 1832 (griechisch-)orthodoxen Glaubens sein und wurde vom Sultan ernannt. Bestimmungen über die Abberufung des Fürsten enthielten die Verfassungsurkunden nicht, doch nahm der Sultan dieses Recht zur Abberufung regelmäßig in Anspruch. Vielfach beruhte diese Abberufung auf einer Interpellation der Versammlung. Ein Erb- oder Wahlrecht gab es nicht; die Fürsten waren allesamt keine Samioten. Es war im Ferman von 1832 vorgesehen, dass der Fürst die Ausübung seiner Befugnisse einem Kaymakam als seinem Stellvertreter überließ, von welcher Möglichkeit die beiden ersten Fürsten regen Gebrauch machten. Sollte er sich persönlich auf der Insel aufhalten, sollte der Fürst durch einen „Efendi“, einen osmanischen Zivilbeamten, begleitet werden, der über die samiotischen Verhältnisse dem Sultan zu berichten hatte.
Der Fürst führte zusammen mit dem Senat die Verwaltung der Insel. Er hatte dabei die Beschlüsse der Versammlung auszuführen. Daneben waren dem Fürsten in eigener Zuständigkeit ohne Bindung an die Versammlung folgende Aufgaben und Rechte gesondert übertragen worden:
- die Fremdenpolizei, bei deren Ausübung der Fürst die Privilegien zu beachten hatte, die der Sultan ausländischen Staatsangehörigen vertraglich zuerkannt hatte
- die Ausstellung der Schifffahrtspapiere für die samischen Schiffe. Die Gebühren hierfür flossen in die Kasse des Fürsten.
- ein Vetorecht gegen alle Beschlüsse der Versammlung über auswärtige Angelegenheiten
- die Sanitätspolizei, bei welcher er dem Sanitätsrat in Istanbul unterstellt war (Ferman von 1850)
- das Passwesen (Ferman von 1850)
- die Befehlsgewalt über die Polizeikräfte (Gendarmerie) der Insel (Ferman von 1850)
- das Recht, ungesetzliche Beschlüsse der Versammlung (die gegen die Untertanenpflichten und den dem Sultan geschworenen Treueeid verstießen) nicht auszuführen und zu beanstanden (Ferman von 1850)
- die Ernennung und Entlassung der Richter und aller Beamter und Funktionsträger, die nicht aufgrund einer Wahl oder eines Vorschlags berufen waren (Ferman von 1850)
- die Dienstaufsicht über das Gericht (Ferman von 1850)
- Entwicklung von Kunst und Wissenschaft, Verbreitung der Sittlichkeit und Bekämpfung der Korruption (Ferman von 1850)
- das Begnadigungsrecht (durch samisches Gewohnheitsrecht)
- die Befugnis, Rechtsverordnungen zu erlassen, die der Bestätigung durch die Versammlung unterlagen (1874 durch samisches Landesgesetz geregelt, zuvor umstritten)

Die Versammlung bestand aus 36, später 39 gewählten Abgeordneten, neben denen kraft seines Amtes der Metropolit von Samos stimmberechtigt Platz nahm. Wahlberechtigt waren volljährige männliche Samioten, die über Grundbesitz im Wert von mindestens 3000 Piastern verfügten, Pächter von klösterlichem Grundeigentum waren, wenn der Pachtvertrag fünf Jahre und mehr und der jährliche Pachtzins 200 Piaster mindestens betrug, die mindestens eine jährliche direkte Steuer von 50 Piastern zahlten oder Eigner von Schiffen mit einer Tonnage von mehr als 5 t. Ausgeschlossen vom Wahlrecht waren Leute, denen die bürgerlichen Ehrenrechte aberkannt waren, Entmündigte, verurteilte Straftäter, Personen, die mit öffentlichen Abgaben im Rückstand waren, Aussätzige und Geistliche. Das passive Wahlrecht als Wahlmann oder Abgeordneter war an ein Mindestalter von 25 Jahren geknüpft, außerdem musste der Betreffende ein Grundvermögen im Wert von mindestens 10.000 Piastern nachweisen oder zu einer Steuer von mindestens 100 Piastern jährlich veranlagt sein oder Eigner eines Schiffs mit einer Tonnage von mindestens 15 t sein. Ferner besaßen das passive Wahlrecht Akademiker und Personen, die ein öffentliches Amt bekleidet hatten. Für das passive Wahlrecht als Abgeordnete bestanden für Schiffseigner weitere einschränkende Qualifikationen.
Die Aufgaben und Befugnisse der Versammlung waren im Ferman von 1832 nur generell dadurch beschrieben, dass ihr unter der Leitung des Fürsten die gesamte Verwaltung der Insel übertragen war, wobei noch die Baulast für die Kirchen gesondert hervorgehoben war. Im Ferman von 1850 erfolgten dann die folgenden aufgezählten Befugnisse:
- Kontrolle der Einkünfte und Ausgaben
- Aufstellung des Budgets
- Bestimmung des Finanzbedarfs und Regelung der Einziehung der öffentlichen Abgaben
- Hebung des lokalen Handels
- Errichtung öffentlicher Gebäude mit öffentlichen Mitteln
- Beratungen über die Verbesserung der Verwaltung
- Festsetzung der Beamtengehälter

Allgemein kam der Versammlung das in den Verfassungsurkunden nicht besonders erwähnte Gesetzgebungsrecht zu.
Außerhalb der Sitzungsperiode der Versammlung wurden ihre Aufgaben durch den vierköpfigen Senat wahrgenommen. Für die Senatoren bestand als weitere Voraussetzung ein gewisser Bildungsmindeststandard. Der Ferman von 1850 forderte, dass die Senatoren des Lesens und Schreibens kundig sein mussten.

### Gesetze und Rechtsprechung

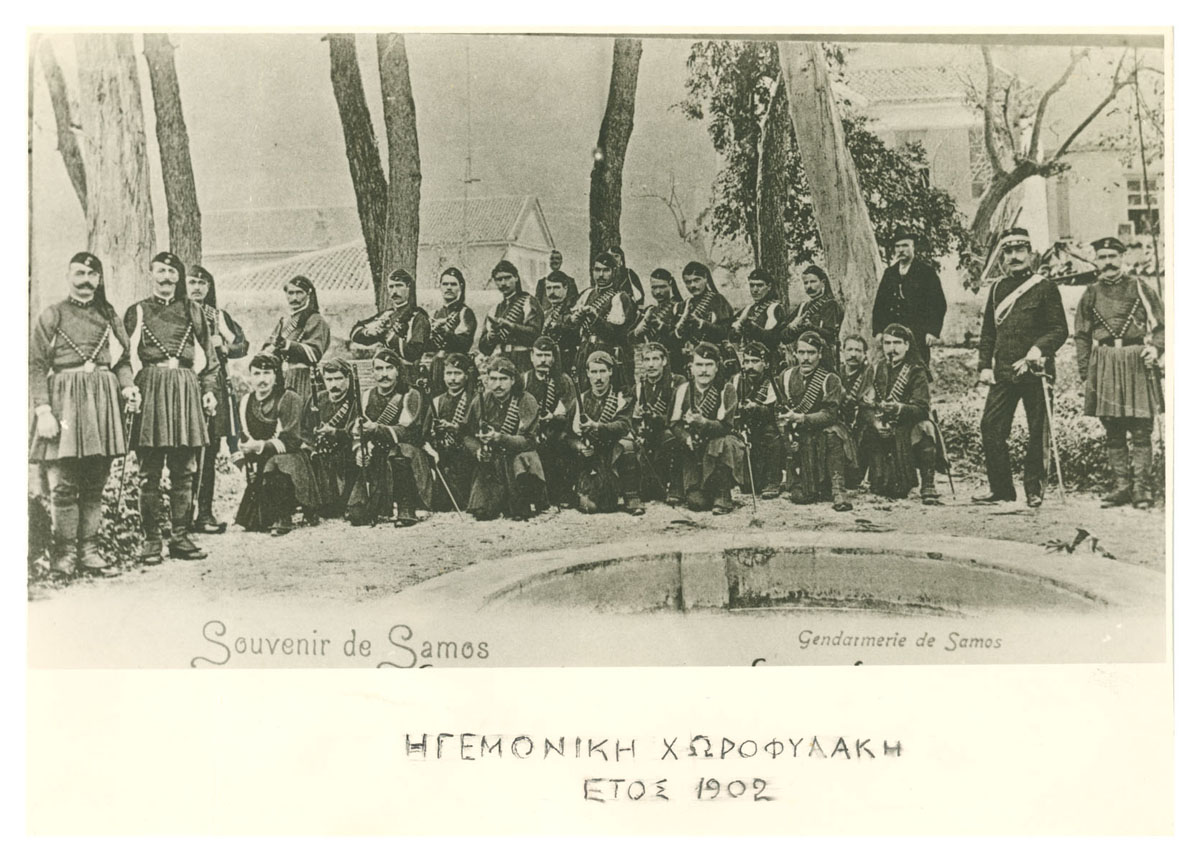
Gendarmerie von Samos 1902

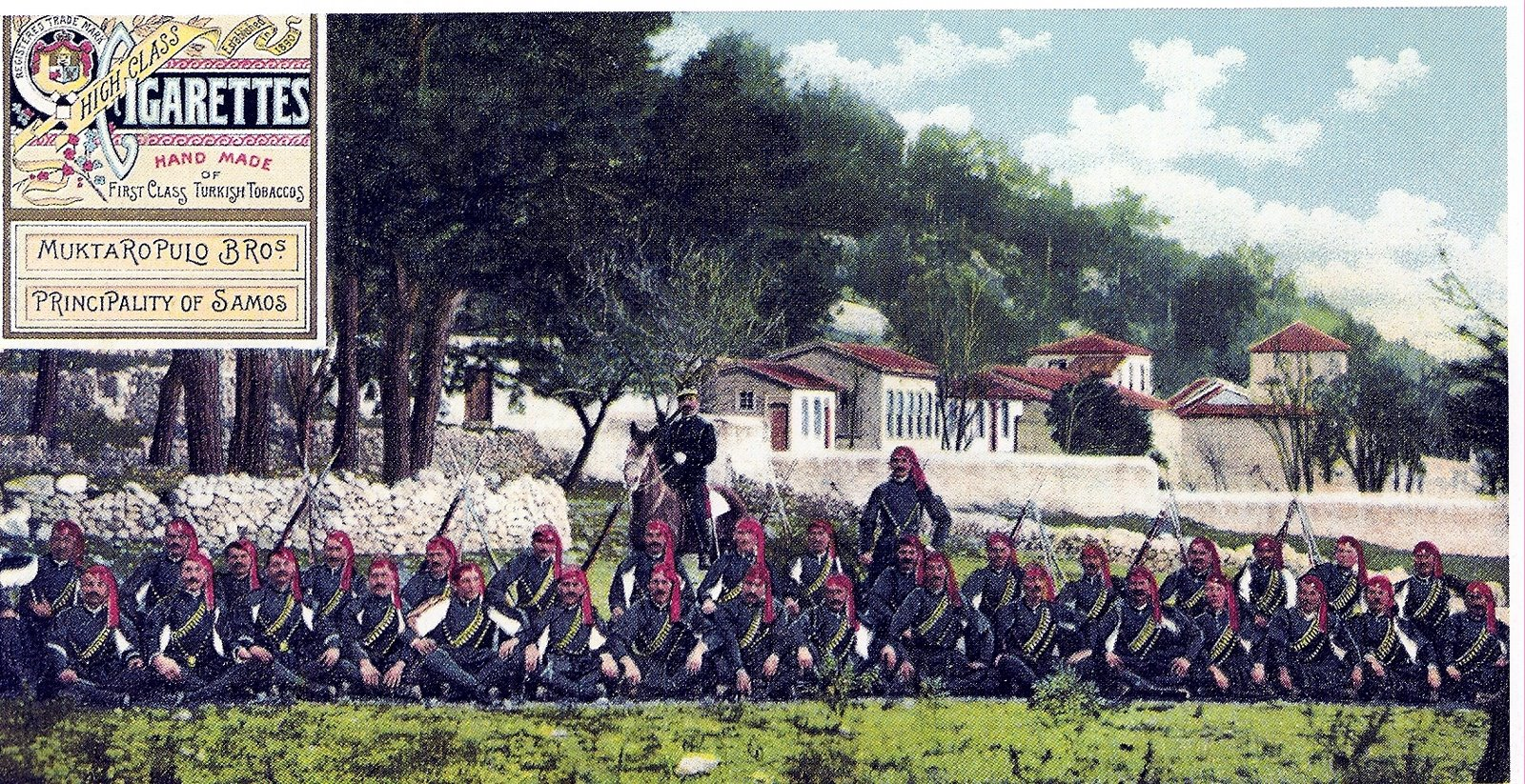
Gendarmerie 1899

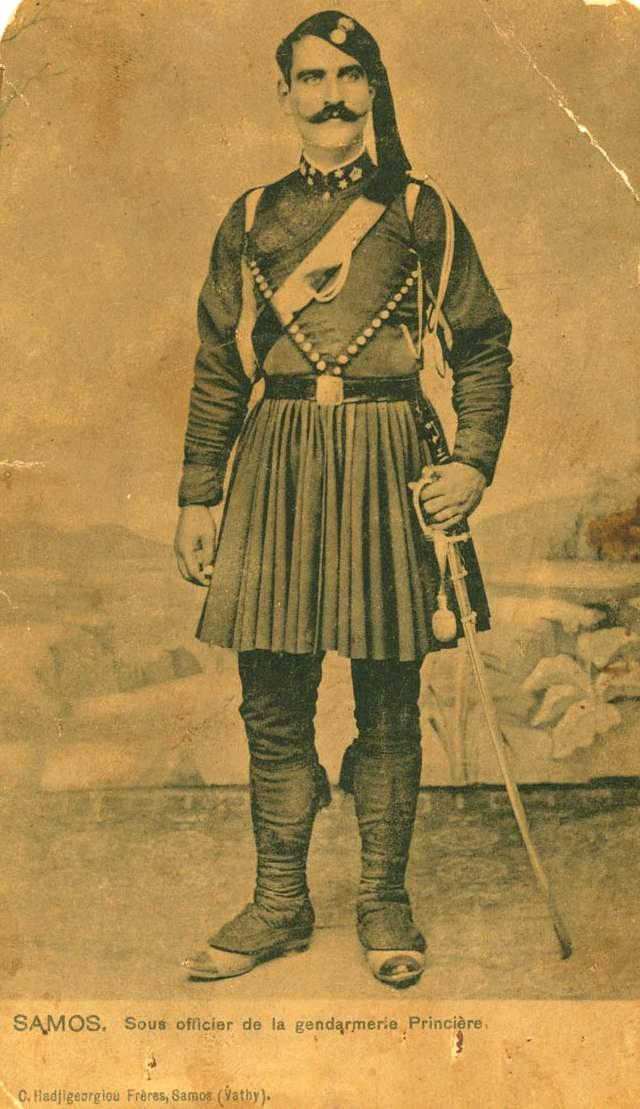
Samischer Gendarmerie-Offizier

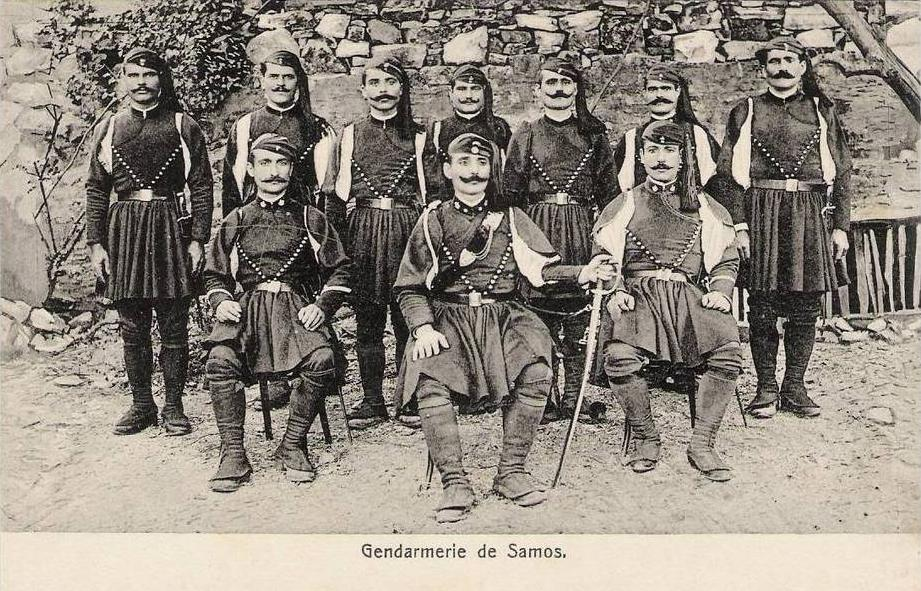
Samische Gendarmerie auf einer Postkarte

Die Anfänge des samischen Gerichtswesens während der Regierungszeit des Fürsten Vogoridis waren noch recht primitiv. Erforderlichenfalls fungierten der Fürst bzw. sein Kaymakam mit den Senatoren als Gerichtshof. Rechtsprechend wurden auch die jeweiligen Gemeinderäte unter dem Vorsitz des Bürgermeisters tätig. Im Jahre 1840 erließ der Fürst ein Handbuch mit 67 Artikeln zum Zivil- und Strafrecht und 1841 ein Gerichtsverfassungsgesetz mit 51 Artikeln.
Der Ferman von 1850 errichtete dann in Vathy, der damaligen Hauptstadt von Samos, das schon erwähnte Gericht mit drei Richtern, einem Schreiber und einem Staatsanwalt. Als Berufungsgericht fungierte nach wie vor der Senat unter dem Vorsitz des Fürsten. Daneben behielten in Bagatellsachen die Bürgermeister ihre richterliche Funktion. Im 20. Jahrhundert hatte sich die Gerichtsorganisation weiter entwickelt: Neben das Gericht in Vathy, jetzt Protodikeion (Πρωτοδικεῖον: Gericht erster Instanz) genannt, aber nur mehr für die Bezirke Vathy und Chora zuständig, trat ein weiteres, gleich benanntes und gleich besetztes für die Bezirke Karlovasi und Marathokampos, zuständig für Zivilprozesse mit höherem Streitwert und als Strafgericht für Vergehen. Als Berufungsgericht in Zivilsachen fungierte das Epheteion (᾿Εφετεῖον) mit einem Präsidenten, zwei Beisitzern und einem Schreiber, das auch als Strafgericht bei Verbrechen in erster Instanz in einer um zwei weitere Beisitzer erweiterten Form unter Hinzuziehung eines Staatsanwalts fungierte. Für Zivilstreitigkeiten geringeren Streitwertes und Bagatellkriminalität waren zehn mit einem Richter besetzte Gerichte mit der Bezeichnung Eirenodikeion (Εἰρηνοδικεῖον: Friedensgericht) zuständig. In zivilrechtlichen Bagatellen fungierten die Bürgermeister als Richter in einem arbiträren Verfahren.
Nach der Abberufung des ersten Fürsten Vogoridis ordnete der Kaymakam Konemenos des Fürsten Kallimachos das Rechtswesen neu. Er führte das griechische Zivil- und Strafrecht auf Samos ein, dazu die weiteren Gesetze aus dem Hexabiblos des Harmenopoulos, einer spätmittelalterlichen Kompilation des byzantinischen Rechts, und das französische Handelsgesetzbuch. Im Jahre 1898 folgte die Einführung des samischen Zivilgesetzbuchs, das auch nach dem Anschluss von Samos an Griechenland zunächst seine Gültigkeit behielt.

### Polizei und Lokalverwaltung
Die Gemeinden wurden ursprünglich durch einen Bürgermeister und einen gewählten 2-köpfigen Munizipalitätsrat verwaltet. Die Bürgermeister wurden aus einem Wahlvorschlag der Wahlmänner vom Senat ernannt. Später wurden Bürgermeister und Munizipalitätsräte wie die Abgeordneten zur Versammlung gewählt, die Zahl der Mitglieder der Munizipalitätsräte war je nach Einwohnerzahl gestaffelt mit 7, 5 oder 3 Mitgliedern.
Die Polizeikräfte des Fürstentums bestanden aus einer 50-köpfigen Gendarmerie.

### Bewertung des Status des Fürstentums
Der rechtliche Status des Fürstentums war in der zeitgenössischen Literatur Ende des 19. Jahrhunderts und zu Beginn des 20. Jahrhunderts strittig. Die eine Meinung sah in Samos einen halbsouveränen Staat, die Gegenmeinung eine Provinz mit Sonderrechten. Die Beantwortung dieser Frage wird in den Stellungnahmen davon abhängig gemacht, ob die Mitteilung des Fermans von 1832 an die drei Mächte Großbritannien, Frankreich und Russland eine völkerrechtliche Garantie der Autonomie von Samos darstellte oder nicht. Auch wurde die rechtliche Befugnis des Sultans zum Erlass des Fermans von 1850 bestritten. Tatsächlich erscheint als Vorbild für die samische Autonomie, ungeachtet der Unterschiede aufgrund der Größe und der gänzlich unterschiedlichen internen Sozialstruktur, der Status der rumänischen Fürstentümer Moldau und Walachei. Diese, ursprünglich selbständige Staaten und dann dem osmanischen Reich tributpflichtig gewordene Vasallenstaaten, waren Ende des 18. und Anfang des 19. Jahrhunderts faktisch osmanische Provinzen geworden, deren aus dem Kreis der Istanbuler Phanarioten stammende Fürsten nach Belieben vom Sultan oft nur kurzfristig ernannt und abgesetzt wurden und die sich von den anderen Provinzen im Wesentlichen dadurch unterschieden, dass ihre Vorsteher keine Muslime waren und in ihrem Territorium keine Muslime lebten und keine muslimischen Institutionen bestanden.
Diese Fürstentümer waren aber nicht nur viel größer als das kleine Samos, sie nahmen auch durch die Einmischungen Russlands und schließlich die Errichtung einer Erbmonarchie unter einem Zweig einer renommierten europäischen Dynastie, der Hohenzollern, eine ganz andere Entwicklung.
Von griechischer Seite wird der Grund für das Scheitern des Fürstentums neben den internen politischen Kämpfen in der Abhängigkeit der Fürsten von der osmanischen Regierung und den Launen der samischen Versammlung, dem Fehlen einer effektiven Polizei und dem Bestreben der osmanischen Regierung gesehen, die weitgehende Autonomie der Insel einzuschränken. Die Osmanen hingegen sahen in der samischen Autonomie eine Privilegierung durch den Sultan, die gegebenenfalls wieder zurückgenommen werden konnte.
Tatsächlich scheint die Wahrheit komplizierter zu sein. Die Autonomie von Samos war zum einen darin verankert, dass den Samioten die Selbstverwaltung (l'administration générale) zugestanden war. Diese Zugeständnisse waren aber nichts außergewöhnliches. Ähnliche Freiheiten (Autonomie und lediglich Zahlung einer Summe von 80.000 Piastern) genossen die benachbarten Inseln Ikaria, Patmos, Leros, Kalymnos, Astypalea, Nisyros, Symi, Chalki, Tilos, Karpathos, Kasos und Kastellorizo (Megisti). Erst gegen Ende des 19. Jahrhunderts und besonders nach der jungtürkischen Revolution von 1908 versuchten die Osmanen, letztlich ergebnislos, diese Inseln stärker unter Aufhebung ihrer Privilegien in das osmanische Reich zu integrieren. Die Rechte dieser Inseln hatten jedoch insofern einen anderen Stellenwert, als die Privilegien lediglich als Anweisungen in einem an den osmanischen Gouverneur von Rhodos gerichteten Ferman enthalten waren. Im Falle von Samos wurden hingegen dem Vorsteher der Insel zumindest ein Teil der zivilen Befugnisse sowie die Steuerpacht übertragen, die den osmanischen Provinzgouverneuren zukamen. Zudem behielt sich der Sultan seine Ernennung vor. Stellte das Fürstentum ursprünglich ein hybrides Gebilde aus einer lokalen autonomen Gemeinschaft, einer osmanischen Provinz und einem halbfeudalen Gebilde dar, entwickelte es nach dem Umsturz von 1850 zunehmend staatliche Attribute und Strukturen. Die Samier begannen, den ihnen 1832 eingeräumten Freiraum zunehmend auszufüllen. Die Osmanen hingegen mussten hinnehmen, dass die Rechte, die sie 1832 als maßgeblich für ihre Herrschaft über die Insel angesehen hatten, zunehmend an Bedeutung verloren.